# Gibbasilus
Gibbasilus is een vliegengeslacht uit de familie van de roofvliegen (Asilidae).

## Soorten
- G. arenaceus Londt, 1986
- G. brevicolis Londt, 1990
- G. centrolobus Londt, 1990